# Prix Brèves littéraires
Les prix Brèves littéraires ont été créés par la Société littéraire de Laval pour encourager l'écriture de textes littéraires courts. Ils ont été remis annuellement entre 2002 et 2007. La Fondation lavalloise des lettres a pris la relève de ce concours en 2008.

## Lauréats

### Poésie
- 2002 : Dominic Gagné
- 2003 : Gaëtane Drouin-Salmon - Micheline Beaudry (ex æquo)
- 2005 : Lucy Pagé
- 2006 : Catherine Dussault-Frenette
- 2007 : Charles-André Nadeau (lauréat) pour Évasure, « nos pas enfouis... », Premiers parfums et Petites places avec auvents; Nathalie Nadeau (première mention) pour Ta main en retard; Valérie Forgues (deuxième mention) pour Nouveau fracas[1].
- 2010 : Marie St-Hilaire-Tremblay

### Prose
- 2002 : Geneviève De Celles
- 2003 : Geneviève Lauzon
- 2004 : David Leblanc
- 2005 : Flôrilène Cloutier-Loupret
- 2006 : Paul Labrèche
- 2007 : Danielle Trussart (lauréate) pour La sentinelle; Johanne Alice Côté (première mention) pour Un brownie, yé!; Nicole Campeau (deuxième mention) pour La tuque[1].